# Lijst van cantates van Johann Sebastian Bach

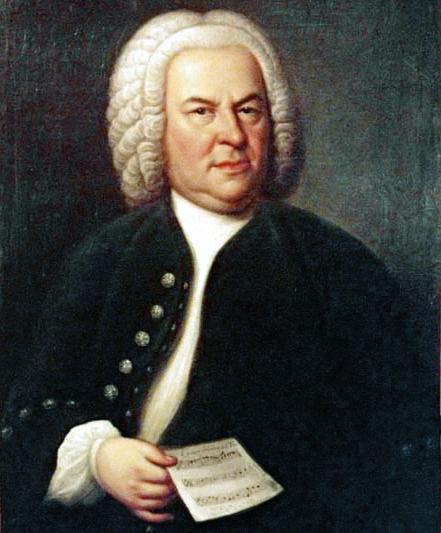
Johann Sebastian Bach

Hieronder volgt een lijst van cantates van Johann Sebastian Bach met vermelding van het BWV-nummer.  De nummering van de cantates komt niet overeen met de chronologische volgorde. De volgorde is eerder toevallig ontstaan en daarna overgenomen door Wolfgang Schmieders BWV-aanduiding, dat staat voor "Bach Werke Verzeichnis". Philippe (en Gérard) Zwang publiceerden in 1982 een chronologische cantatevolgorde in hun Guide pratique des cantates de Bach, Paris, ISBN 2-221-00749-2.

## Kerkelijke cantates
- BWV1 - Wie schön leuchtet der Morgenstern
- BWV2 - Ach Gott, vom Himmel sieh darein
- BWV3 - Ach Gott, wie manches Herzeleid  I
- BWV4 - Christ lag in Todesbanden
- BWV5 - Wo soll ich fliehen hin
- BWV6 - Bleib bei uns, denn es will Abend werden
- BWV7 - Christ unser Herr zum Jordan kam
- BWV8 - Liebster Gott, wenn werd ich sterben?
- BWV9 - Es ist das Heil uns kommen her
- BWV10 - Meine Seele erhebt den Herren
- BWV11 - Lobet Gott in seinen Reichen (hemelvaartsoratorium)
- BWV12 - Weinen, Klagen, Sorgen, Zagen
- BWV13 - Meine Seufzer, meine Tränen
- BWV14 - Wär Gott nicht mit uns diese Zeit
- BWV15 - Denn du wirst meine Seele nicht in der Hölle lassen (toegeschreven aan Johann Ludwig Bach)
- BWV16 - Herr Gott, dich loben wir
- BWV17 - Wer Dank opfert, der preiset mich
- BWV18 - Gleichwie der Regen und Schnee vom Himmel fällt
- BWV19 - Es erhub sich ein Streit
- BWV20 - O Ewigkeit, du Donnerwort  I
- BWV21 - Ich hatte viel Bekümmernis
- BWV22 - Jesus nahm zu sich die Zwölfe
- BWV23 - Du wahrer Gott und Davids Sohn
- BWV24 - Ein ungefärbt Gemüte
- BWV25 - Es ist nichts Gesundes an meinem Leibe
- BWV26 - Ach wie flüchtig, ach wie nichtig
- BWV27 - Wer weiß, wie nahe mir mein Ende
- BWV28 - Gottlob! nun geht das Jahr zu Ende
- BWV29 - Wir danken dir, Gott, wir danken dir
- BWV30 - Freue dich, erlöste Schar
- BWV30a - Angenehmes Wiederau, freu dich
- BWV31 - Der Himmel lacht! die Erde jubilieret
- BWV32 - Liebster Jesu, mein Verlangen
- BWV33 - Allein zu dir, Herr Jesu Christ
- BWV34 - O ewiges Feuer, O Ursprung der Liebe
- BWV34a - O ewiges Feuer, O Ursprung der Liebe
- BWV35 - Geist und Seele wird verwirret
- BWV36 - Schwingt freudig euch empor
- BWV36a - Steigt freudig in die Luft
- BWV36b - Die Freude reget sich
- BWV36c - Schwingt freudig euch empor
- BWV37 - Wer da gläubet und getauft wird
- BWV38 - Aus tiefer Not schrei ich zu dir
- BWV39 - Brich dem Hungrigen dein Brot
- BWV40 - Darzu ist erschienen der Sohn Gottes
- BWV41 - Jesu, nun sei gepreiset
- BWV42 - Am Abend aber desselbigen Sabbats
- BWV43 - Gott fähret auf mit Jauchzen
- BWV44 - Sie werden euch in den Bann tun
- BWV45 - Es ist dir gesagt, Mensch, was gut ist
- BWV46 - Schauet doch und sehet, ob irgend ein Schmerz sei
- BWV47 - Wer sich selbst erhöhet, der soll erniedriget werden
- BWV48 - Ich elender Mensch, wer wird mich erlösen
- BWV49 - Ich geh und suche mit Verlangen
- BWV50 - Nun ist das Heil und die Kraft
- BWV51 - Jauchzet Gott in allen Landen
- BWV52 - Falsche Welt, dir trau ich nicht
- BWV53 - Schlage doch, gewünschte Stunde (toegeschreven aan Georg Melchior Hoffmann)
- BWV54 - Widerstehe doch der Sünde
- BWV55 - Ich armer Mensch, ich Sündenknecht
- BWV56 - Ich will den Kreuzstab gerne tragen
- BWV57 - Selig ist der Mann
- BWV58 - Ach Gott, wie manches Herzeleid  II
- BWV59 - Wer mich liebet, der wird mein Wort halten
- BWV60 - O Ewigkeit, du Donnerwort  II
- BWV61 - Nun komm, der Heiden Heiland I
- BWV62 - Nun komm, der Heiden Heiland II
- BWV63 - Christen, ätzet diesen Tag
- BWV64 - Sehet, welch eine Liebe hat uns der Vater erzeiget
- BWV65 - Sie werden aus Saba alle kommen
- BWV66 - Erfreut euch, ihr Herzen
- BWV66a - Der Himmel dacht auf Anhalts Ruhm und Glück, serenata
- BWV67 - Halt im Gedächtnis Jesum Christ
- BWV68 - Also hat Gott die Welt geliebt
- BWV69 - Lobe den Herrn, meine Seele
- BWV69a - Lobe den Herrn, meine Seele
- BWV70 - Wachet! betet! betet! wachet!
- BWV70a - Wachet! betet! betet! wachet! (muziek verloren gegaan)
- BWV71 - Gott ist mein König
- BWV72 - Alles nur nach Gottes Willen
- BWV73 - Herr, wie du willt, so schicks mit mir
- BWV74 - Wer mich liebet, der wird mein Wort halten
- BWV75 - Die Elenden sollen essen
- BWV76 - Die Himmel erzählen die Ehre Gottes
- BWV77 - Du sollst Gott, deinen Herren, lieben
- BWV78 - Jesu, der du meine Seele
- BWV79 - Gott der Herr ist Sonn und Schild
- BWV80 - Ein feste Burg ist unser Gott
- BWV80a - Alles, was von Gott geboren (muziek verloren gegaan)
- BWV80b - Ein feste Burg ist unser Gott
- BWV81 - Jesus schläft, was soll ich hoffen
- BWV82 - Ich habe genug
- BWV83 - Erfreute Zeit im neuen Bunde
- BWV84 - Ich bin vergnügt mit meinem Glücke
- BWV85 - Ich bin ein guter Hirt
- BWV86 - Wahrlich, wahrlich, ich sage euch
- BWV87 - Bisher habt ihr nichts gebeten in meinem Namen
- BWV88 - Siehe, ich will viel Fischer aussenden
- BWV89 - Was soll ich aus dir machen, Ephraim?
- BWV90 - Es reißet euch ein schrecklich Ende
- BWV91 - Gelobet seist du, Jesu Christ
- BWV92 - Ich hab in Gottes Herz und Sinn
- BWV93 - Wer nur den lieben Gott läßt walten
- BWV94 - Was frag ich nach der Welt
- BWV95 - Christus, der ist mein Leben
- BWV96 - Herr Christ, der einge Gottessohn
- BWV97 - In allen meinen Taten
- BWV98 - Was Gott tut, das ist wohlgetan  I
- BWV99 - Was Gott tut, das ist wohlgetan  II
- BWV100 - Was Gott tut, das ist wohlgetan  III
- BWV101 - Nimm von uns, Herr, du treuer Gott
- BWV102 - Herr, deine Augen sehen nach dem Glauben
- BWV103 - Ihr werdet weinen und heulen
- BWV104 - Du Hirte Israel, höre
- BWV105 - Herr, gehe nicht ins Gericht mit deinem Knecht
- BWV106 - Gottes Zeit ist die allerbeste Zeit (ook bekend als Actus tragicus)
- BWV107 - Was willst du dich betrüben
- BWV108 - Es ist euch gut, daß ich hingehe
- BWV109 - Ich glaube, lieber Herr, hilf meinem Unglauben
- BWV110 - Unser Mund sei voll Lachens
- BWV111 - Was mein Gott will, das g'scheh allzeit
- BWV112 - Der Herr ist mein getreuer Hirt
- BWV113 - Herr Jesu Christ, du höchstes Gut
- BWV114 - Ach, lieben Christen, seid getrost
- BWV115 - Mache dich, mein Geist, bereit
- BWV116 - Du Friedefürst, Herr Jesu Christ
- BWV117 - Sei Lob und Ehr dem höchsten Gut
- BWV118 - O Jesu Christ, meins Lebens Licht
- BWV118b - O Jesu Christ, meins Lebens Licht (2de versie)
- BWV119 - Preise, Jerusalem, den Herrn
- BWV120 - Gott, man lobet dich in der Stille
- BWV120a - Herr Gott, Beherrscher aller Dinge
- BWV120b - Gott, man lobet dich in der Stille
- BWV121 - Christum wir sollen loben schon
- BWV122 - Das neugeborne Kindelein
- BWV123 - Liebster Immanuel, Herzog der Frommen
- BWV124 - Meinen Jesum laß ich nicht
- BWV125 - Mit Fried und Freud ich fahr dahin
- BWV126 - Erhalt uns, Herr, bei deinem Wort
- BWV127 - Herr Jesu Christ, wahr' Mensch und Gott
- BWV128 - Auf Christi Himmelfahrt allein
- BWV129 - Gelobet sei der Herr, mein Gott
- BWV130 - Herr Gott, dich loben alle wir
- BWV131 - Aus der Tiefen rufe ich, Herr, zu dir
- BWV132 - Bereitet die Wege, bereitet die Bahn
- BWV133 - Ich freue mich in dir
- BWV134 - Ein Herz, das seinen Jesum lebend weiß (hergebruik van 134a)
- BWV134a - Die Zeit, die Tag und Jahre macht (Nieuwjaar 1719 te Köthen)
- BWV135 - Ach Herr, mich armen Sünder
- BWV136 - Erforsche mich, Gott, und erfahre mein Herz
- BWV137 - Lobe den Herren, den mächtigen König der Ehren
- BWV138 - Warum betrübst du dich, mein Herz
- BWV139 - Wohl dem, der sich auf seinen Gott
- BWV140 - Wachet auf, ruft uns die Stimme
- BWV141 - Das ist je gewißlich wahr (toegeschreven aan Georg Philipp Telemann)
- BWV142 - Uns ist ein Kind geboren (toegeschreven aan Johann Kuhnau)
- BWV143 - Lobe den Herrn, meine Seele (twijfelachtig: mogelijk niet van J. S. Bach)
- BWV144 - Nimm, was dein ist, und gehe hin
- BWV145 - Ich lebe, mein Herze, zu deinem Ergötzen
- BWV146 - Wir müssen durch viel Trübsal
- BWV147 - Herz und Mund und Tat und Leben
- BWV147a - Herz und Mund und Tat und Leben
- BWV148 - Bringet dem Herrn Ehre seines Namens
- BWV149 - Man singet mit Freuden vom Sieg
- BWV150 - Nach dir, Herr, verlanget mich
- BWV151 - Süßer Trost, mein Jesus kömmt
- BWV152 - Tritt auf die Glaubensbahn
- BWV153 - Schau, lieber Gott, wie meine Feind
- BWV154 - Mein liebster Jesus ist verloren
- BWV155 - Mein Gott, wie lang, ach lange
- BWV156 - Ich steh mit einem Fuß im Grabe
- BWV157 - Ich lasse dich nicht, du segnest mich denn
- BWV158 - Der Friede sei mit dir
- BWV159 - Sehet, wir gehn hinauf gen Jerusalem
- BWV160 - Ich weiß, daß mein Erlöser lebt (toegeschreven aan Georg Philipp Telemann)
- BWV161 - Komm, du süße Todesstunde
- BWV162 - Ach! ich sehe, itzt, da ich zur Hochzeit gehe
- BWV163 - Nur jedem das Seine
- BWV164 - Ihr, die ihr euch von Christo nennet
- BWV165 - O heilges Geist- und Wasserbad
- BWV166 - Wo gehest du hin?
- BWV167 - Ihr Menschen, rühmet Gottes Liebe
- BWV168 - Tue Rechnung! Donnerwort
- BWV169 - Gott soll allein mein Herze haben
- BWV170 - Vergnügte Ruh, beliebte Seelenlust
- BWV171 - Gott, wie dein Name, so ist auch dein Ruhm
- BWV172 - Erschallet, ihr Lieder, erklinget, ihr Saiten!
- BWV173 - Erhöhtes Fleisch und Blut
- BWV173a - Durchlauchtster Leopold
- BWV174 - Ich liebe den Höchsten von ganzem Gemüte
- BWV175 - Er rufet seinen Schafen mit Namen
- BWV176 - Es ist ein trotzig und verzagt Ding
- BWV177 - Ich ruf zu dir, Herr Jesu Christ
- BWV178 - Wo Gott der Herr nicht bei uns hält
- BWV179 - Siehe zu, daß deine Gottesfurcht nicht Heuchelei sei
- BWV180 - Schmücke dich, o liebe Seele
- BWV181 - Leichtgesinnte Flattergeister
- BWV182 - Himmelskönig, sei willkommen
- BWV183 - Sie werden euch in den Bann tun
- BWV184 - Erwünschtes Freudenlicht
- BWV184a
- BWV185 - Barmherziges Herze der ewigen Liebe
- BWV186 - Ärgre dich, o Seele, nicht
- BWV186a - Ärgre dich, o Seele, nicht
- BWV187 - Es wartet alles auf dich
- BWV188 - Ich habe meine Zuversicht
- BWV189 - Meine Seele rühmt und preist (toegeschreven aan Georg Melchior Hoffmann)
- BWV190 - Singet dem Herrn ein neues Lied
- BWV190a - Singet dem Herrn ein neues Lied
- BWV191 - Gloria in excelsis Deo
- BWV192 - Nun danket alle Gott (onvolledig)
- BWV193 - Ihr Tore (Pforten) zu Zion (onvolledig)
- BWV193a - Ihr Häuser des Himmels, ihr scheinenden Lichter (muziek verloren gegaan)
- BWV194 - Höchsterwünschtes Freudenfest
- BWV194a
- BWV195 - Dem Gerechten muß das Licht
- BWV196 - Der Herr denket an uns (Psalm 115)
- BWV197 - Gott ist unsre Zuversicht
- BWV197a - Ehre sei Gott in der Höhe (onvolledig)
- BWV198 - Laß Fürstin, laß noch einen Strahl
- BWV199 - Mein Herze schwimmt im Blut
- BWV200 - Bekennen will ich seinen Namen

## Wereldlijke cantates
- BWV201 - Geschwinde, geschwinde, ihr wirbelnden Winde ("Der Streit zwischen Phoebus und Pan")
- BWV202 - Weichet nur, betrübte Schatten
- BWV203 - Amore traditore
- BWV204 - Ich bin in mir vergnügt (Von der Vergnügsamkeit)
- BWV205 - Zerreißet, zersprenget, zertrümmert die Gruft (Der zufriedengestellte Aeolus)
- BWV205a - Blast Lärmen, ihr Feinde
- BWV206 - Schleicht, spielende Wellen
- BWV207 - Vereinigte Zwietracht der wechselnden Saiten
- BWV207a - Auf, schmetternde Töne der muntern Trompeten
- BWV208 - Was mir behagt, ist nur die muntre Jagd (ook bekend als "Jagdkantate")
- BWV208a - Was mir behagt, ist nur die muntre Jagd
- BWV209 - Non sa che sia dolore
- BWV210 - O holder Tag, erwünschte Zeit
- BWV210a - O angenehme Melodei
- BWV211 - Schweigt stille, plaudert nicht (ook bekend als "Kaffeekantate")
- BWV212 - Mer hahn en neue Oberkeet (ook bekend als "Bauernkantate")
- BWV213 - Laßt uns sorgen, laßt uns wachen ("Hercules auf dem Scheidewege")
- BWV214 - Tönet, ihr Pauken! Erschallet, Trompeten!
- BWV215 - Preise dein Glücke, gesegnetes Sachsen
- BWV216 - Vergnügte Pleißenstadt (onvolledig)
- BWV216a - Erwählte Pleißenstadt (ook bekend als "Apollo et Mercurius")

## Andere cantates
- BWV217 - Gedenke, Herr, wie es uns gehet (componist onbekend)
- BWV218 - Gott der Hoffnung erfülle euch (toegeschreven aan Georg Philipp Telemann)
- BWV219 - Siehe, es hat überwunden der Löwe (toegeschreven aan Georg Philipp Telemann)
- BWV220 - Lobt ihn mit Herz und Munde (componist onbekend)
- BWV221 - Wer sucht die Pracht, wer wünscht den Glanz (componist onbekend)
- BWV222 - Mein Odem ist schwach (toegeschreven aan Johann Ernst Bach)
- BWV223 - Meine Seele soll Gott loben (verloren gegaan)
- BWV224 - Reisst euch los, bedraengte Sinnen (klein fragment)
- BWV244a - Klagt, klagt es aller Welt (Trauermusik)
- BWV249 - Kommt, eilet und laufet (Osteroratorium)
- BWV249a - Entfliehet, verschwindet, entweichet, ihr Sorgen
- BWV249b - Verjaget, zetreuet, zerrüttet, ihr Sterne